# Monastère de Grabovac
Pour les articles homonymes, voir Grabovac.
Le monastère de Grabovac (en serbe cyrillique : Манастир Грабовац ; en serbe latin : Manastir Grabovac) est un monastère orthodoxe serbe situé à Grabovac, sur le territoire de la ville de Belgrade et dans la municipalité d'Obrenovac en Serbie. Il est inscrit sur la liste des monuments culturels protégés de la république de Serbie (identifiant no SK 1944) et sur la liste des biens culturels de la ville de Belgrade.
Le monastère abrite aujourd'hui une communauté de religieuses.

## Présentation
Le monastère, dont l'église est dédiée à saint Nicolas, est construit à l'emplacement d'un ancien établissement monastique fondé à l'époque des rois serbes Stefan Milutin et Stefan Dragutin, au début du XIVe siècle. Plusieurs fois détruit et reconstruit, il a été restauré une nouvelle fois en 1859. à l'époque du prince Miloš Obrenović. D'après une inscription, l'église actuelle a été édifiée par un « constructeur de Macédoine » en 1894.

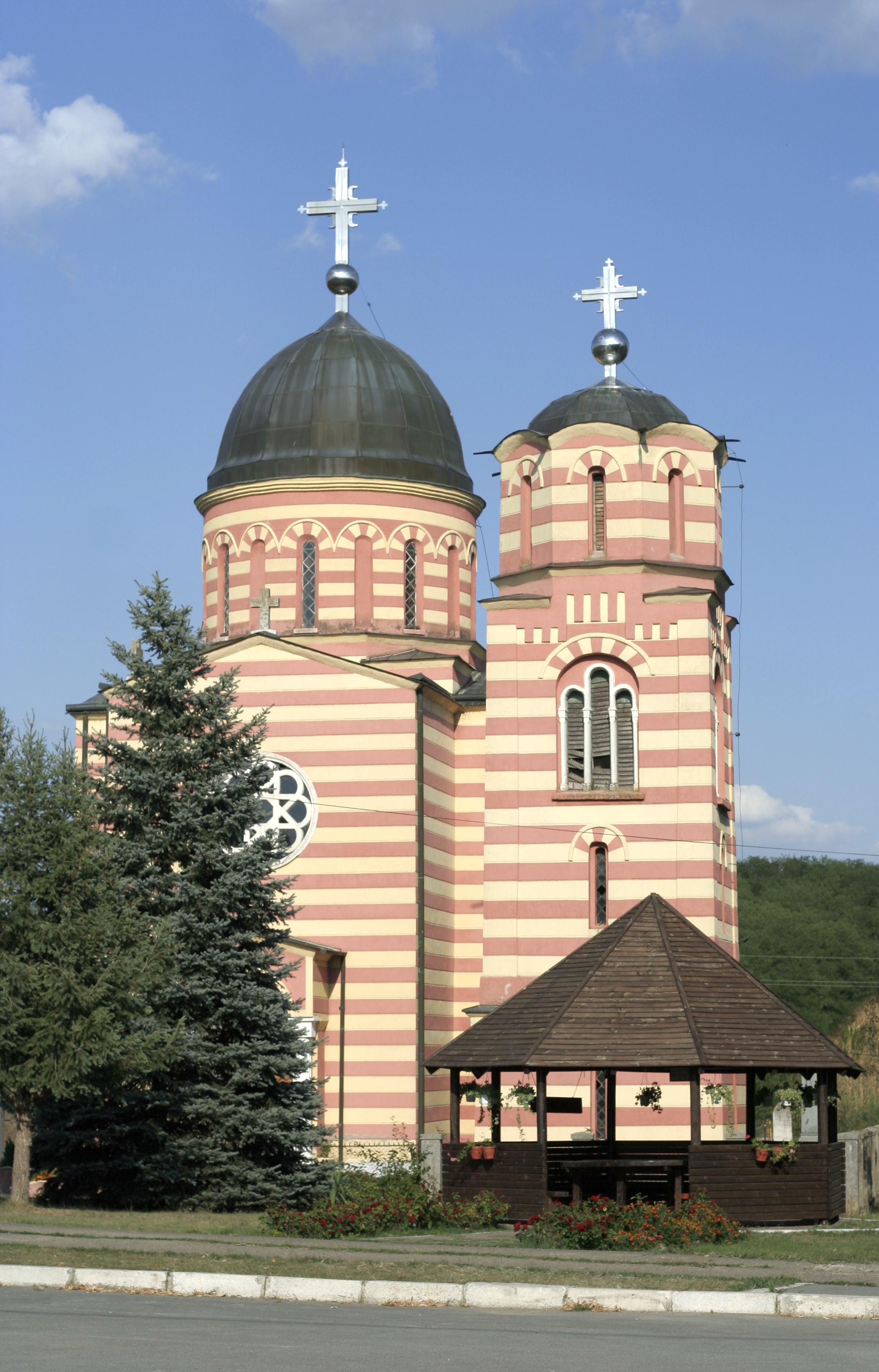
L'église du monastère

L'église, caractéristique du style serbo byzantin qui s'inspire de celui du Moyen Âge serbe, s'inscrit dans un plan cruciforme centré. Elle est dotée d'une abside demi-circulaire à l'intérieur et à trois pans à l'extérieur. Le centre de la nef est surmonté par une grande coupole. Les façades sont rythmées par des bandes de plâtre ocre et rouges. La façade occidentale est dotée d'un porche soutenu par deux colonnes et surmonté par une grande rosace en pierre.

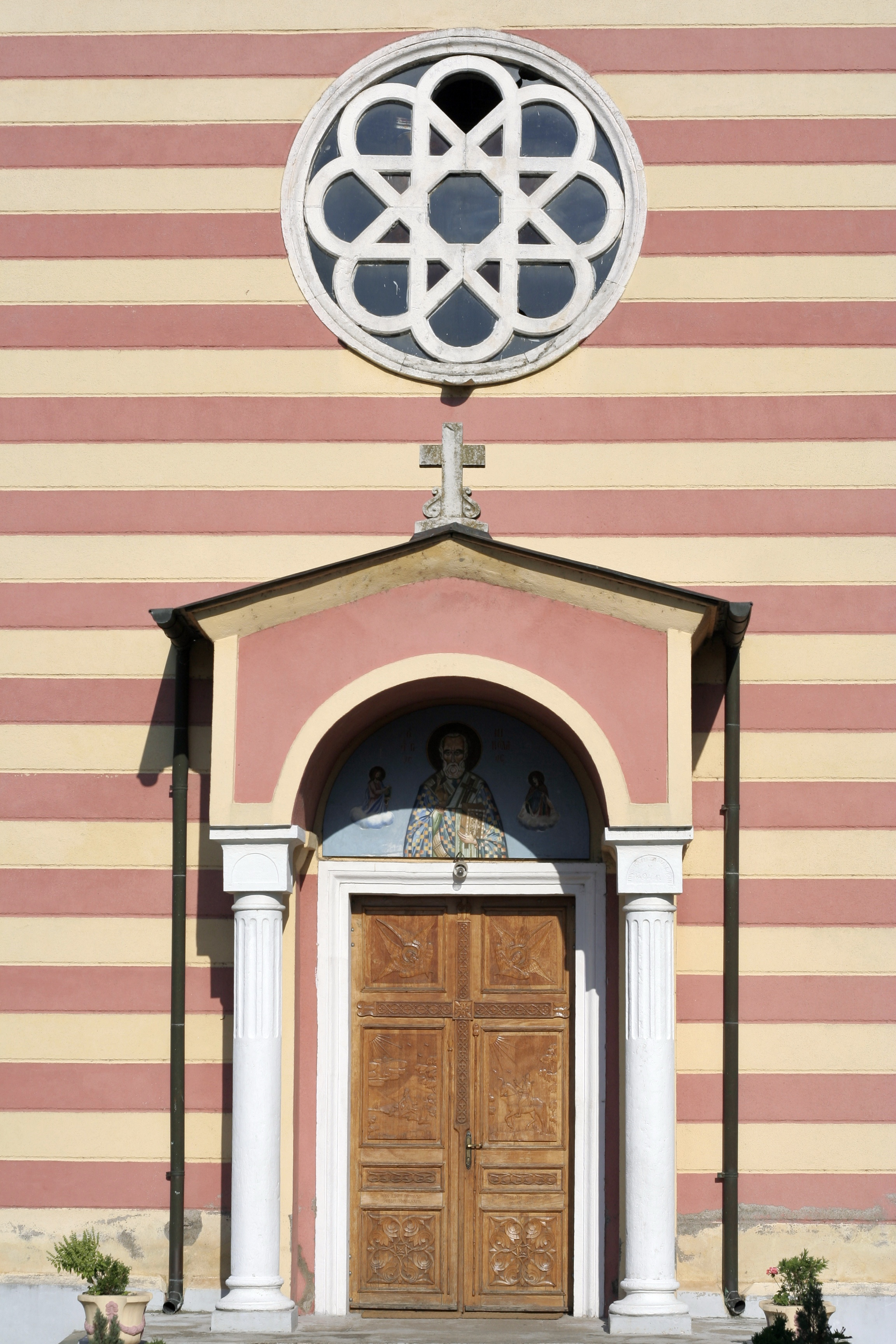
Détail du porche d'entrée

À l'intérieur de l'église, l'iconostase a été peinte en 1893 par Živko Jugović dans un style éclectique ; cet artiste a notamment peint l'iconostase de l'église Saint-Dimitri de Leskovac. L'édifice abrite une plaque dédiée aux libérateurs de Belgrade de 1806.